# بمبئی تاکی
بمبئی تاکی (به انگلیسی: Bombay Talkie) فیلمی است محصول سال ۱۹۷۰ و به کارگردانی جیمز آیووری است. در این فیلم بازیگرانی همچون شاشی کاپور، جنیفر کندال، آپارنا سن، ضیاء محی‌الدین، اوتپال دوت، نادره، هلن و جلال آقا ایفای نقش کرده‌اند.